# حمام قلعه امیریه
حمام قلعه امیریه مربوط به دوره قاجار است و در شهرستان خمینی‌شهر، بخش مرکزی، دهستان ماربین سفلی، روستای قلعه امیریه، خیابان قلعه امیریه، بن‌بست شهید رضائی، روبروی مسجد جامع امیریه واقع شده و این اثر در تاریخ ۲۲ آبان ۱۳۸۶ با شمارهٔ ثبت ۲۰۰۰۴ به‌عنوان یکی از آثار ملی ایران به ثبت رسیده‌است.